# HANABI (Mr.Children의 노래)
《HANABI》(하나비)는 Mr.Children의 33번째 싱글이다. 2008년 9월 3일에 토이즈팩토리에서 발매했다.

## 개요
- 전작 《GIFT》로부터 약 1개월이라는 짧은 기간을 두고 발매된 싱글로, 3개월 연속 발매의 제3탄이다.
- 《사차원 Four Dimensions》이래가 된 CD EXTRA 사양으로, 〈HANABI〉의 뮤직 비디오가 수록되어 있다.
- 오리콘 차트에서 첫 주에 1위를 획득해, 5번째 싱글 《innocent world》부터 29작품 연속 1위를 획득했다.
- 첫 주 판매량은, 《페이크》이후 3작품만인, 약 1년 7개월 만에 25만 장을 돌파했다.
- 〈사차원 Four Dimensions〉이래(합산 주를 포함하면 〈증표〉이래)가 되는 2주 연속 1위를 획득했다.
- 2008년도의 연간 차트에서는 6위에 진입하여, 6년 연속, 통산 10년째의 연간 톱10에 진입했다.

## 수록곡
1. HANABI
(작사/작곡 : 사쿠라이 가즈토시　편곡 : 고바야시 다케시 & Mr.Children)
후지 TV 드라마 《코드블루 -닥터헬기 긴급구명-》주제가. 같은해 7월에 개최된 《ap bank fes '08》에서 처음으로 공개되었다. PV감독에는, 오오키타 마사키가 〈Sign〉이래, 약 4년 만에 기용.
2. タダダキアッテ
(작사/작곡 : 사쿠라이 가즈토시　편곡: 고바야시 다케시 & Mr.Children)
3. 夏が終わる 〜夏の日のオマージュ〜
(작사/작곡 : 사쿠라이 가즈토시　편곡 : 고바야시 다케시 & Mr.Children)

| 오리콘 주간 싱글차트 1위 2008년 9월 15일 ~ 9월 22일 (2주 연속) |                        |                                     |
| 이전                                                           | Mr.Children 《HABANI》 | 다음                                |
| 킨키키즈 《Secret Code》                                       | Mr.Children 《HABANI》 | V6 《LIGHT IN YOUR HEART / Swing!》 |
|                                                                |                        |                                     |
|                                                                |                        |                                     |